# Lago di Varano
Der Lago di Varano oder Laguna di Varano ist eine Lagune auf der Halbinsel Gargano in der Provinz Foggia in Apulien. Mit 60,5 km² ist er vor dem Lago di Lesina, der nur 10 km Luftlinie entfernt ist, der größte See in Süditalien. Er ist Teil des Nationalparks Gargano und bildet zudem das 81 km² große NATURA 2000 Naturschutzgebiet Isola e Lago di Varano. Zusammen mit dem Lago di Lesina ist der Lago di Varano außerdem als Europäisches Vogelschutzgebiet Laghi di Lesina e Varano ausgewiesen.

## Geographie und Entstehung
Der Lago di Varano liegt im Nordwesten des Nationalparks Gargano etwa 47 Kilometer nordnordöstlich von Foggia entfernt. Ein Landstreifen bestehend aus einer Reihe von Dünen trennen ihn von der Adria ab. Der Landstreifen ist etwa 11 km lang und im Durchschnitt 1 km breit und wird allgemein als l’Isola (italienisch für „die Insel“) bezeichnet. An den beiden Endpunkten des Landstreifens befinden sich mit dem „Foce di Varano“ im Osten und „Foce di Capoiale“ im Westen zwei Abflüsse in die Adria. Letzterer wurde zwischen 1917 und 1920 von der italienischen Marine angelegt, während der Foce di Varano der einzige natürlich Abfluss des Sees ist. Gespeist wird der See durch Unterwasserquellen. Nach starken Regenfällen fließen vor allem von der Ostseite einige sonst trocken liegende Wasserläufe in den See.
Auch wenn er meist als See bezeichnet wird, handelt es sich beim Lago di Varano genau genommen um eine Salzwasserlagune. Sein Salzgehalt ist um ein Drittel niedriger, als der der Adria. Die zum Teil hohen Uferstreifen und die maximale Tiefe von 5,8 m unterscheiden ihn von den anderen Lagunen in Italien. Die Lagune ist erst in jüngerer Zeit entstanden, wahrscheinlich um das 1000 n. Chr. Bis in das 11. Jahrhundert finden sich keine Hinweise auf sie, weder in Karten noch in anderen schriftlichen Zeugnissen.

## Fischfauna
Der Lago di Varano weist dank der zwei Abflüsse in die Adria eine artenreiche Fischfauna auf. Mehrere Arten wandern regelmäßig saisonal über die beiden Kanäle in die Lagune wie beispielsweise Aale, Goldbrassen, Großkopfmeeräsche und Europäische Wolfsbarsche. Vor allem Jungtiere suchen die Lagune in ihrer Wachstumsphase auf. Nur zwei Arten legen im Lago di Varano allerdings ihre Eier ab, die Grasgrundel und der Kleine Ährenfisch.
Der Fischfang ist sei der Vergangenheit für die Bewohner der drei an der Lagune liegenden Gemeinden – Cagnano Varano, Carpino und Ischitella – eine wichtige Einkommensquelle. Gefangen werden vor allem die oben genannten Arten und in geringere Zahl unter anderem auch Europäische Sardellen, Meerbarben, der Gewöhnliche Hornhechte und Seezungen. Eine besondere wirtschaftliche Bedeutung hatte in der Vergangenheit, die seit den 1920er Jahren betriebene Zucht von Miesmuscheln, die seit den 1990er Jahren von der Lagune verstärkt an die angrenzende Adriaküste verlegt wurde.

## Geschichte
Ab dem 12. Jahrhundert ist das Benediktinerkloster Santo Nicolay dello Imbuto am Ufer des Sees dokumentiert, das von der Abtei Kàlena bei Peschici und der Abtei auf den Tremiti-Inseln abhing. Die Benediktiner bauten am Ufer des Sees Oliven und Wein an, betrieben Viehzucht und handelten mit Fischen.
Anfang 1915 entstand im Südwesten des Lago di Varano ein Stützpunkt der italienischen Marineflieger. Der Admiralstabschef der Königlichen Marine, Paolo Thaon di Revel, hatte sich für den Bau starkgemacht. Der Stützpunkt S. Nicola Varano lag geschützt von den Hügeln Monte d’Elio im Westen und Monte Sfrizzo im Süden und war von der Küste nicht einsehbar. Zudem lag er in der Nähe der Inselgruppe der Tremiti und der Insel Pelagosa sowie in Reichweite der österreichisch-ungarischen Adriaküste.
Waren die Offiziere des Stützpunktes S. Nicola Varano zunächst in Gebäuden des ehemaligen Klosters untergebracht, wurde der Stützpunkt im Laufe der Jahre ausgebaut. Im Herbst 1917 war nach der Fertigstellung eines neuen Hangars Platz für 15 Flugboote vom Typ Macchi M.3. Der Stützpunkt verfügte sogar über ein kleines Hospital, eine Turnhalle und Kino. 1918 waren hier 400 Mann untergebracht. An Malaria erkrankten in S. Nicola Varano von Beginn an zahlreiche Soldaten. So waren allein 1917 106 Angehörige des Marinefliegerstützpunktes an Malaria erkrankt. Nach Ende des Krieges wurden weitere Ausbaupläne aufgegeben und schließlich auch der Stützpunkt geschlossen. Während des Zweiten Weltkrieges erfuhr der in den 1920er Jahren in Idroscalo Ivo Monti umbenannte Stützpunkt eine kurze Wiederbelebung, als hier einige Schwimmerflugzeuge vom Typ CRDA Cant Z.506 stationiert waren. Nach 1945 scheiterten verschiedene Bestrebungen die Gebäude des Marinestützpunktes für andere Zwecke zu nutzen, so dass das Areal seitdem brach liegt.

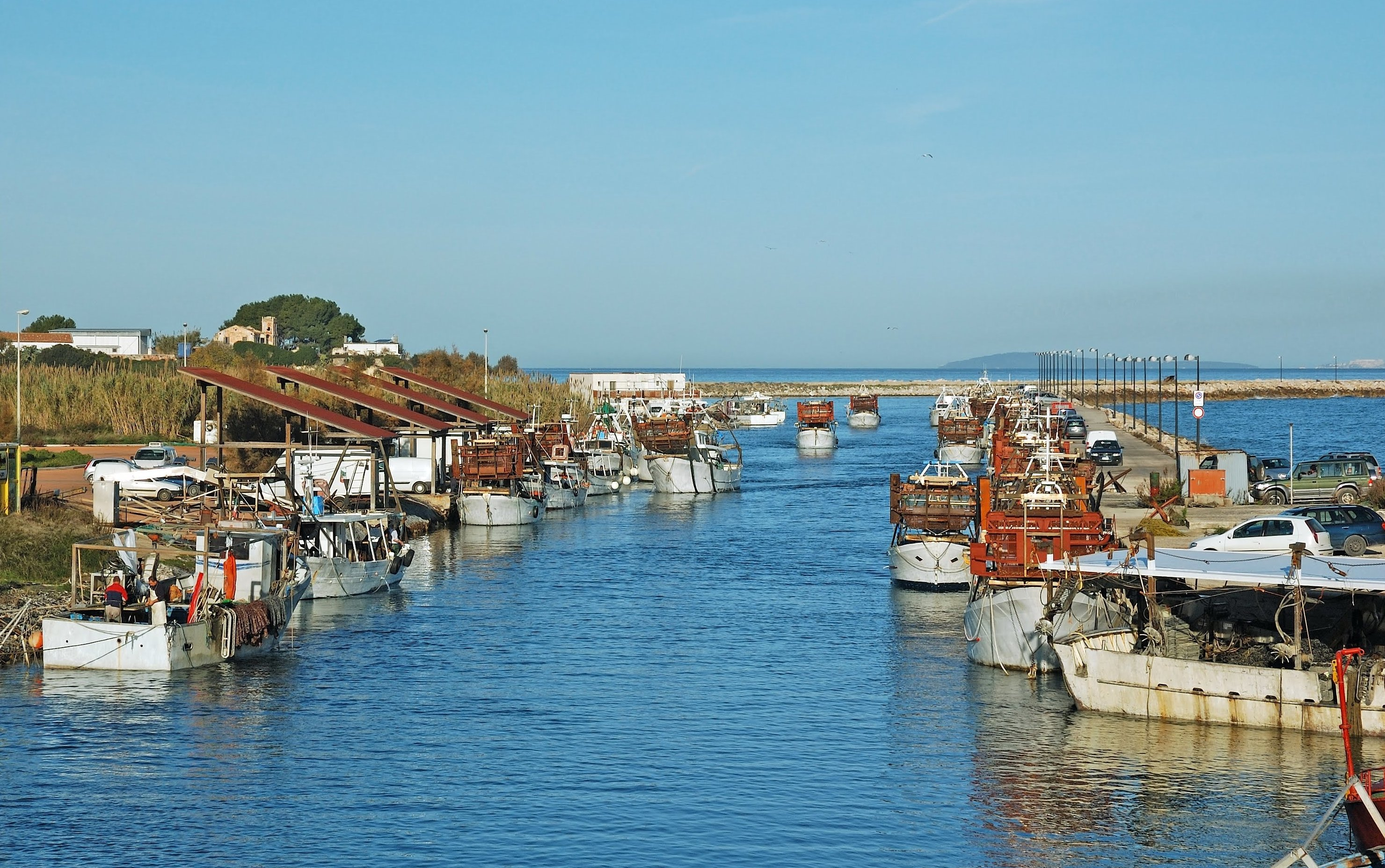
Foce di Capoiale
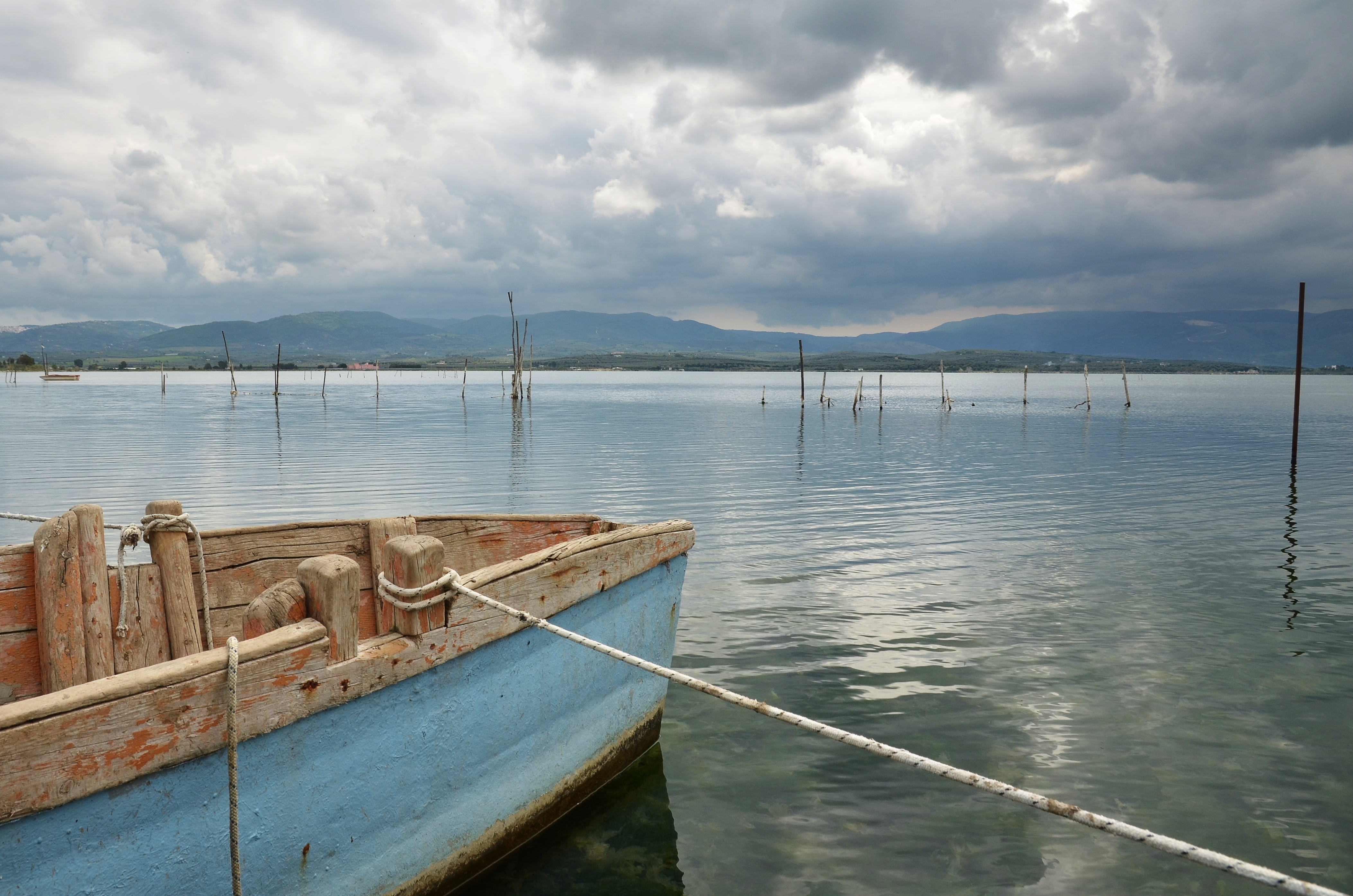
Lago di Varano
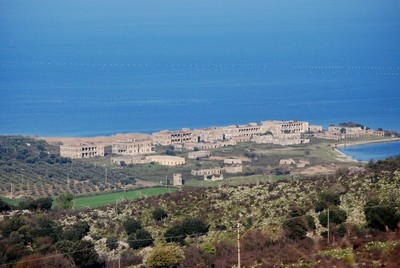
Ehemaliger Marinefliegerstützpunkt Ivo Monti
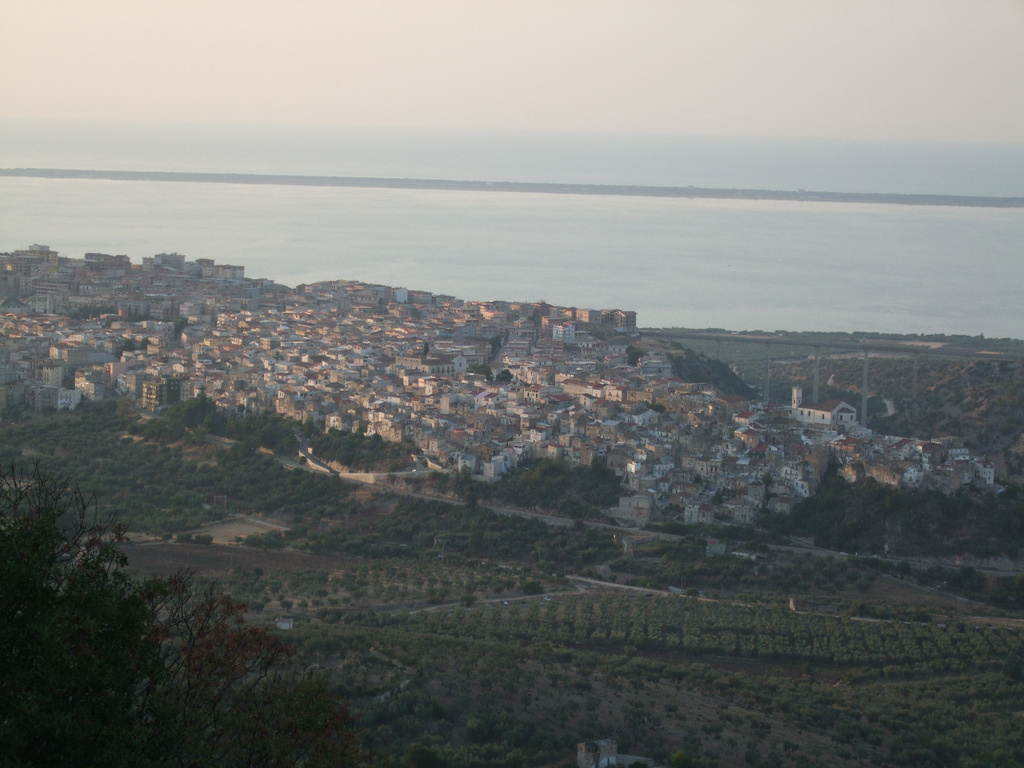
Cagnano Varano mit Lago di Varano im Hintergrund
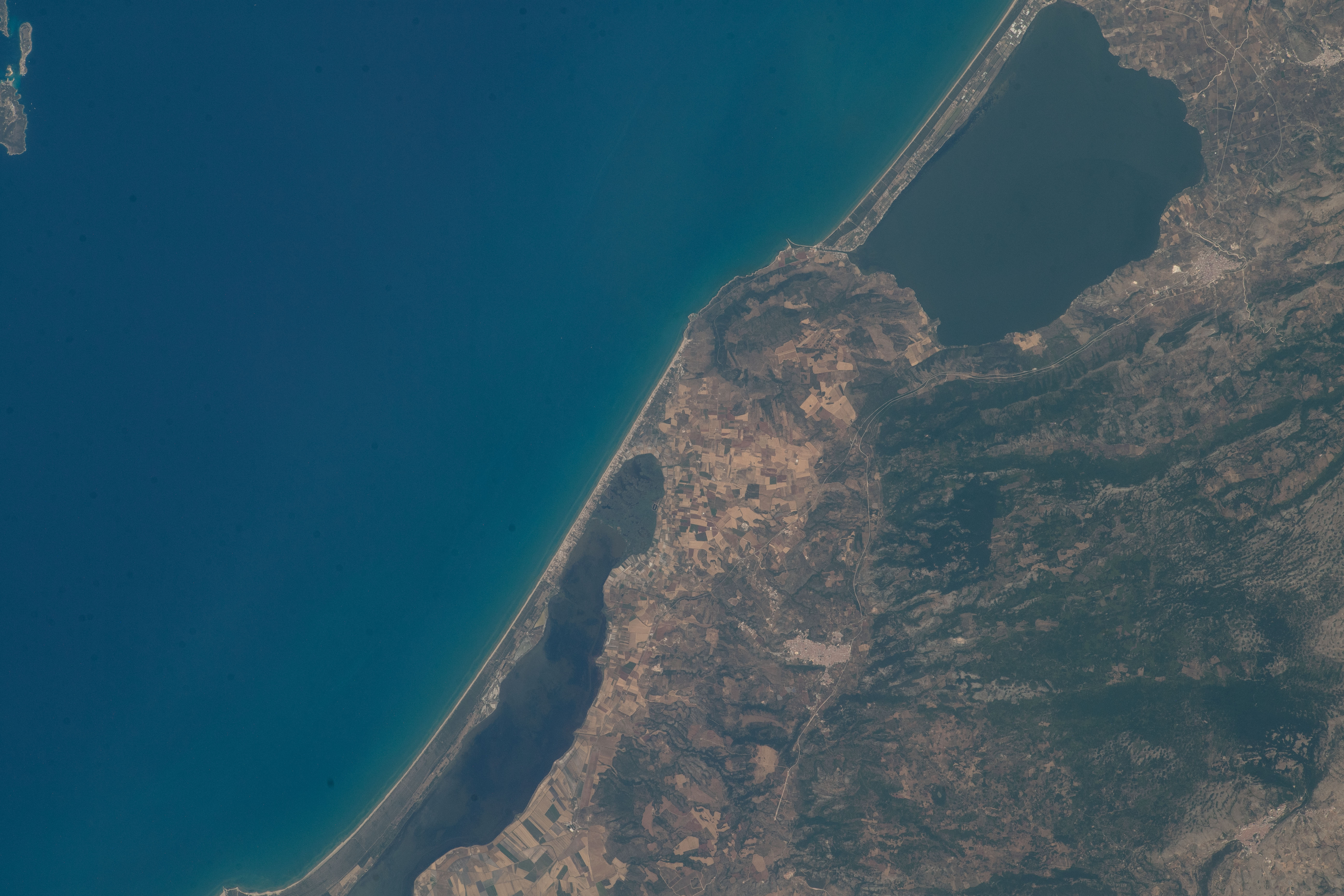
Aufnahme von der ISS mit Lago di Varano rechts oben und dem Lago di Lesina links unten